# Hieracium riphaeum
Hieracium riphaeum — вид квіткових рослин з родини айстрових (Asteraceae). Вид зростає в Європі: Південна Польща, Чехія (Судети); це багаторічна рослина помірних біомів.
Hieracium rifhaeum зустрічається на субальпійських нардусових та високотравних луках, а також у чагарниках карликової гірської сосни.